# Raymond Joyon
Raymond Joyon, né le 11 septembre 1905 à Cérilly (Allier) et mort le 5 mai 1970 dans le 16e arrondissement de Paris, est un homme politique français.

## Détail des fonctions et des mandats
Mandat parlementaire
- 30 novembre 1958 - 9 octobre 1962 : Député de la 4e circonscription du Puy-de-Dôme